# حمد بن خليفة بن أحمد آل ثاني
حمد بن خليفة بن أحمد آل ثاني وزير الرياضة والشباب في دولة قطر منذ 8 يناير 2024.

## سيرته
حمد بن خليفة بن أحمد آل ثاني حاصل على شهادة البكالوريوس في الإدارة الرياضية من جامعة قطر.
تولى عددًا من المناصب من أبرزها منصب رئيس الاتحاد القطري لكرة القدم منذ عام 2005 وحتى عام 2023، ورئيسًا لاتحاد كأس الخليج العربي لكرة القدم منذ عام 2016، وعضوًا في كُلٍ من مجلس الفيفا منذ عام 2023 والمكتب التنفيذي للاتحاد الآسيوي لكرة القدم.

## أوسمة
- في 14 مايو 2023، منحه الرئيس الفلسطيني محمود عباس وسام القدس برتبة نجمة القدس وذلك في قصر الرئاسة الفلسطيني في مدينة بيت لحم.[4]

- في 26 مايو 2024، منحه الاتحاد القطري لكرة القدم وسام العطاء.[5]